# Liliane Simonet
Liliane Simonet (née le 3 novembre 1921 à  Bruxelles, morte le 14 juillet 2008) est une actrice de cinéma belge.
Elle joue trois rôles au cinéma dans trois longs métrages.

## Filmographie
- 1944 : Les invités de huit heures de Gaston Schoukens dans le rôle de Popy.
- 1976 : Rue haute, réalisé par André Ernotte (1943-1999) avec Annie Cordy et Mort Shuman.
- 1987 : Après le vent des sables de Claude Zaccaï.